# Густав V
Густав V (на шведски: Oscar Gustaf Adolf; * 16 юни 1858, дворец Drottningholm, Стокхолм; † 29 октомври 1950, дворец Drottningholm, Стокхолм) е от 1907 до 1950 г. крал на Швеция.

## Живот
Той е най-големият син на крал Оскар II (упр. 1872 – 1907) и София от Насау.
От 1917 г. управлява de facto като парламентарен монарх.
Густав V е запален тенисист, основава първия тенис клуб в Швеция и популяризира този вид спорт. По време на Втората световна война оказва помощ на тенисистите Готфрид фон Крам и Жан Боротра, арестувани от нацистите. През 1980 г. е включен в Международната тенис зала на славата.

## Фамилия
На 20 септември 1881 г. в Карлсруе Густав V се жени за Виктория Баденска, дъщеря на Фридрих I (велик херцог на Баден) и Луиза Пруска, дъщеря на първия германски император Вилхелм I (1797 – 1888) и Августа Сакс-Ваймарска, дъщеря на Карл-Фридрих (велик херцог на Саксония-Ваймар-Айзенах) и на Мария Павловна, която е дъщеря на руския император Павел I и на императрица Мария Фьодоровна. Те имат трима сина:
- Густав VI Адолф (1882 – 1973), крал на Швеция
- Вилхелм (1884 – 1965), херцог на Зьодерманланд, женен за Мария Павловна Романова (1890 – 1958)
- Ерик (1889 – 1918), херцог на Вестерманланд.